# Cloropicrina
Cloropicrina é o nome comumente dado a substancia Nitro-clororofórmica formulada em {\displaystyle {\ce {CCl3NO2}}} e conhecida como agente de fumo. É um liquido oleoso com um odor organoclorado usado como agente neutralizador de pragas.     

## Referencias
1. ↑  PubChem. «Chloropicrin». pubchem.ncbi.nlm.nih.gov (em inglês). Consultado em 17 de maio de 2019